# Alphonse Lepetit
Pour les articles homonymes, voir Lepetit.
Jacques-François-Alphonse Lepetit, né le 25 novembre 1817 à Poitiers et mort le 31 août 1877 dans la même ville, est un juriste et homme politique français.

## Biographie
D'une famille originaire de Normandie établie en Poitou, il était fils d'un ancien chirurgien de marine, docteur-médecin à Poitiers depuis 1815. Ses études terminées au lycée de Poitiers, il fit son droit à la faculté de cette ville, et fut reçu licencié en 1838 et docteur l'année suivante. Nommé au concours, en 1844, professeur suppléant à la faculté de droit de Poitiers, il se fit inscrire au barreau de la cour royale, et remplit un moment, en 1848, les fonctions de conseiller de préfecture de la Vienne.
Professeur titulaire de la faculté de droit et bâtonnier de l'ordre des avocats en 1859, il fut élu, en 1860, conseiller municipal, et remplit les fonctions d'adjoint au maire de 1865 à 1870. Conseiller général du canton d'Availles en 1870, doyen de la faculté de droit en 1871, il posa sa candidature à l'Assemblée nationale, le 1er mars 1874, à l'élection partielle motivée par le décès de Laurenceau, et fut élu représentant de la Vienne.
Lepetit prit place au centre gauche, fit partie de plusieurs commissions. Le 15 décembre 1875, Lepetit fut élu sénateur inamovible par l'Assemblée nationale. Il prit place au centre gauche de la Chambre haute, vota avec les républicains, refusa au ministère du Seize-mai la dissolution de la Chambre, et mourut pendant les vacances parlementaires de 1877. Il est inhumé au cimetière Notre-Dame-des-Champs à Poitiers.